# Myrten-Aster
Die Myrten-Aster (Symphyotrichum ericoides (L.) G.L.Nesom; Syn.: Aster ericoides L.), auch Heide-Aster, Erika-Aster und Septemberkraut genannt, ist eine Pflanzenart innerhalb der Familie der Korbblütler (Asteraceae). Sie ist in Nordamerika weitverbreitet und wird als Zierpflanze verwendet.

## Beschreibung

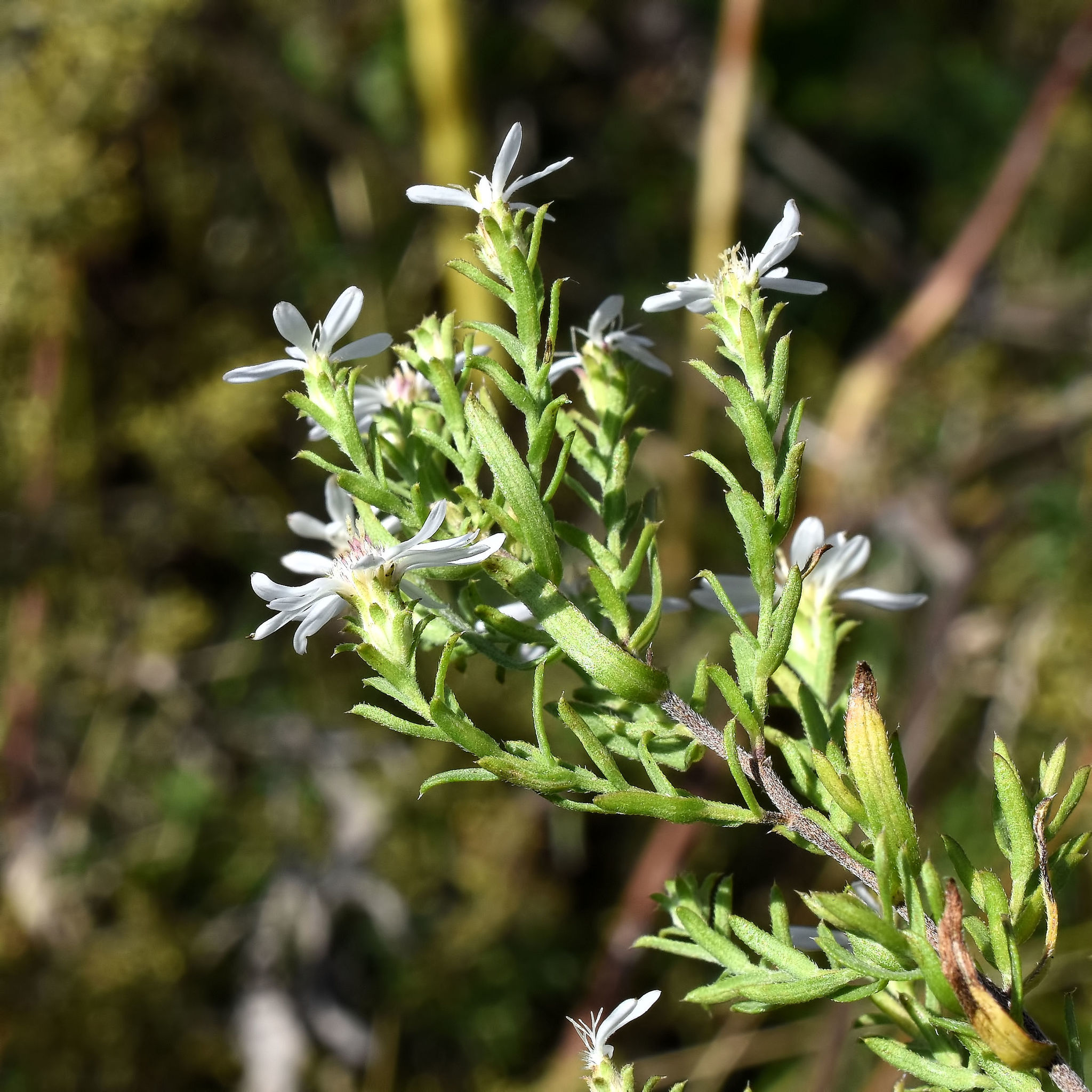
Blühender Zweig der Myrten-Aster

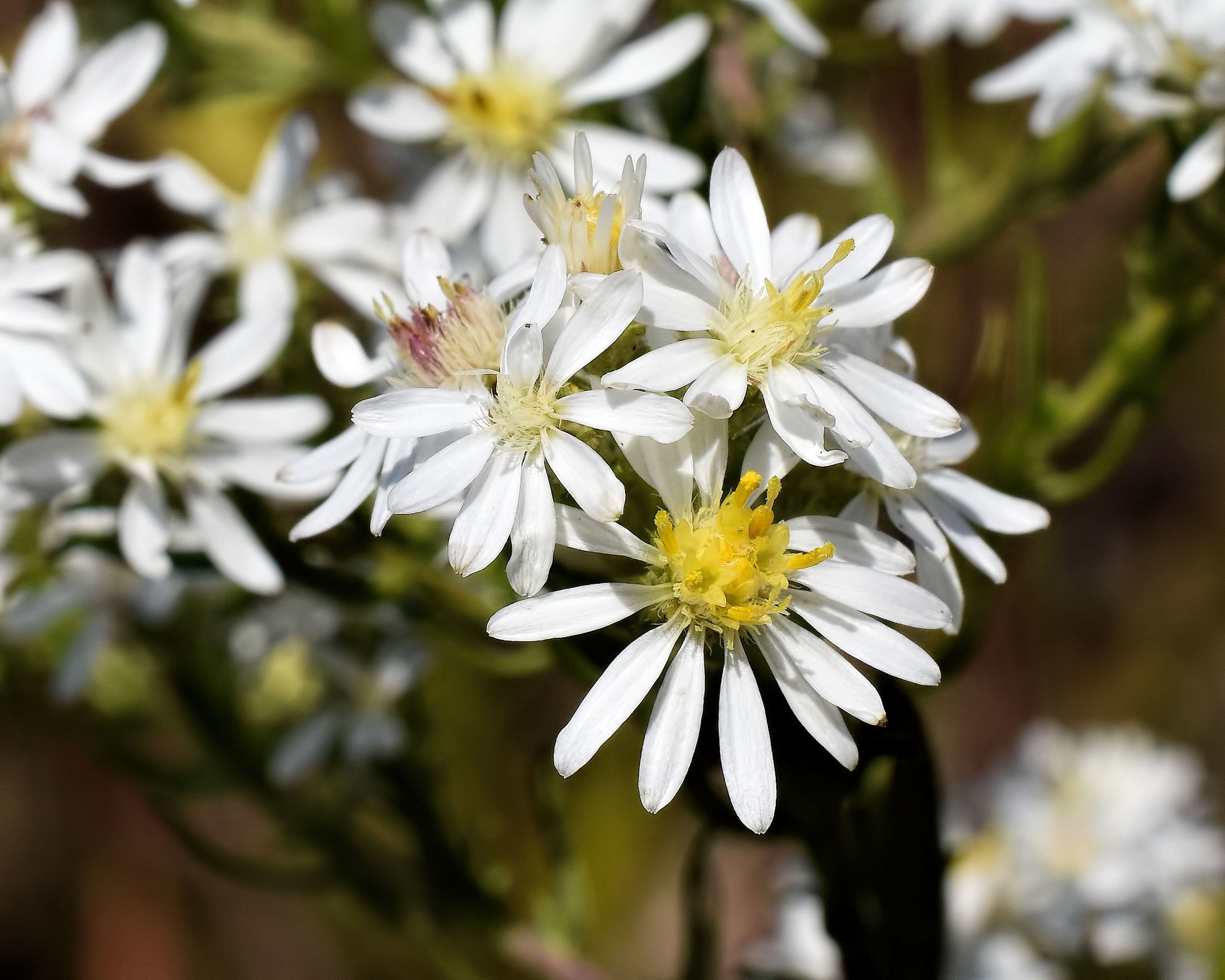
Blütenköpfe von oben

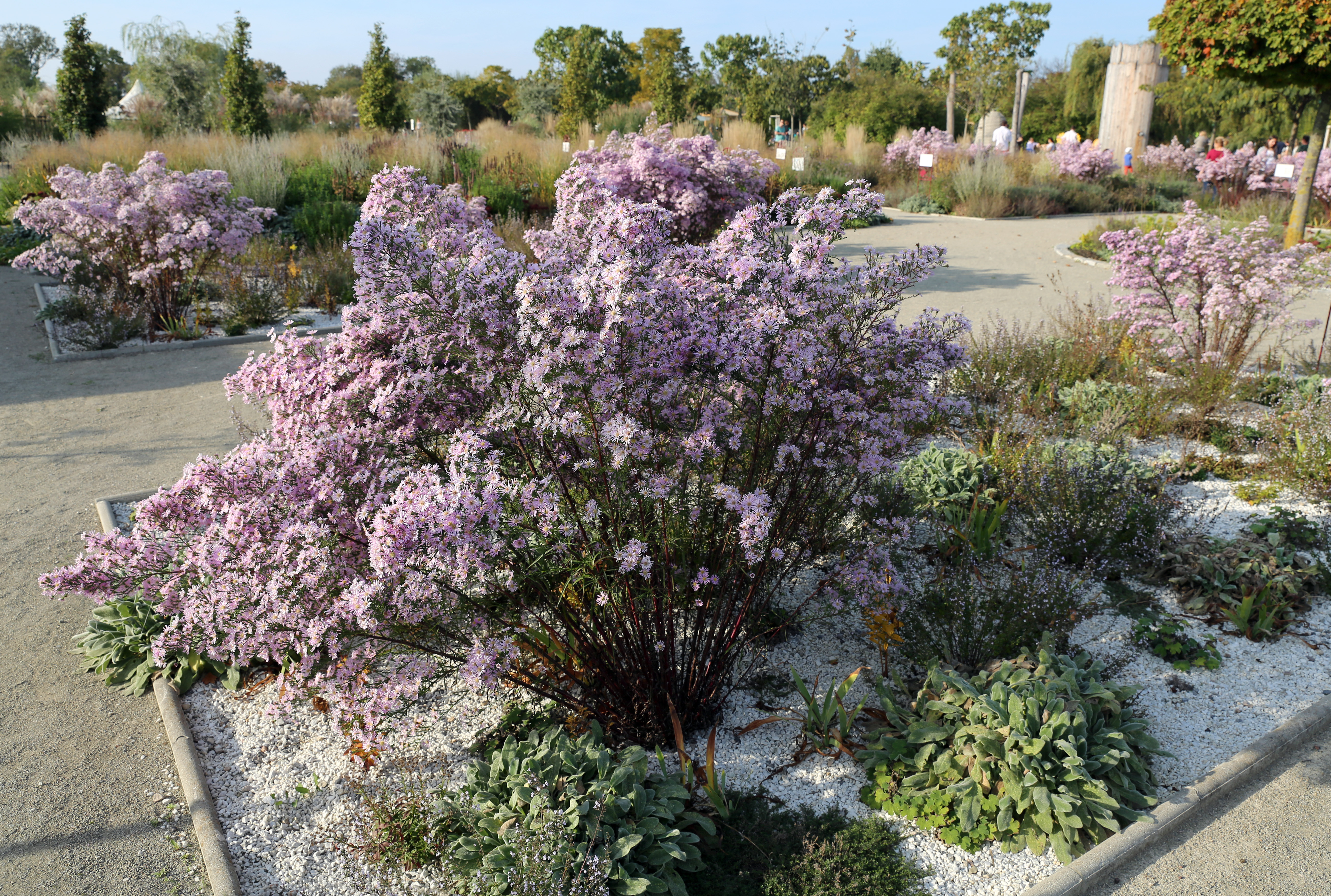
Myrten-Aster 'Pink Cloud'

### Vegetative Merkmale
Die Myrten-Aster wächst als ausdauernde krautige Pflanze mit einer Wuchshöhe von 30 bis 120 cm. Sie besitzt einen dichten, büscheligen Wurzelstock und wächst horstig. Die Pflanze bildet steife, aufsteigende bis aufrechte, oft seitwärts gebogene, oben stark verzweigte, kahle bis grob behaarte Stängel aus. Die Zweige sind stark abgespreizt, oft traubenförmig und etwas einseitig angeordnet. Die grundständigen Laubblätter sind spatelig, gezähnt, haben einen stumpfen Spreitenrand, der sich zu geflügelten Stielen verschmälert. Sie verwelken meist schon vor der Blütezeit. Die bis 6 cm langen, wechselständigen, sitzenden, einfachen, ganzrandigen, spitzen Stängelblätter sind linealisch bis lineallanzettlich, an den Zweigen teilweise pfriemlich und dort viel kleiner. Die Blätter sind steif, rau oder kurzborstig und sitzen insbesondere an den oberen Zweigen dicht gedrängt.

### Generative Merkmale
Die meist bogenförmigen Stängel tragen am oberen Ende einen etwas einseitigen, ausgespreizten, rispigen Blütenstand mit sehr vielen, etwa 1,5 cm breiten Blütenköpfen. Der zylindrische bis glockenförmige Blütenkopf besitzt 15 bis 25 schmale, weiße bis rosa angehauchte Zungenblüten und 5 bis 14 gelbe bis rötlichviolette Röhrenblüten. Der Hüllkelch ist glockenförmig bis halbkugelig mit drei Reihen stark überlappender, ledriger, spitzer Kelchblätter. Die Blütezeit reicht meist von September bis in den November hinein. Die tiefpurpurnen bis braunen, verkehrt eiförmigen, bis 2 mm langen, 7 bis 9-nervigen, leicht seidig behaarten Achänen haben an der Spitze weißliche, bis 4 mm lange Pappusborsten und werden durch den Wind verteilt.

### Chromosomensatz
Die Chromosomengrundzahl ist x = 5; es liegt meist Diploidie oder Tetraploidie vor mit Chromosomenzahlen von 10 und 20.

## Ökologie
Viele Insektenarten ernähren sich vom Nektar der Blüten, u. a. Bienen, Wespen, Fliegen, Schmetterlinge und Käfer. Zu den Bienenbesuchern gehören Honigbienen, Hummeln, Kuckucksbienen, kleine Holzbienen, Blattschneiderbienen, Halictiden, Colletiden und Andreniden. Neben den Echten Wespen besuchen Grabwespen, Bienenwölfe, Wegwespen, Sandwespen, Schlupfwespen und Brackwespen die Blüten. Andere Insekten saugen an den grünen Pflanzenteilen, darunter Blattläuse, Netzwanzen und Weichwanzen. Die Raupen der Edelfalter Chlosyne nycteis und Phyciodes tharos sowie die Larven anderer Schmetterlingsfamilien wie Bärenspinner, Zwergwickler, Palpenmotten, Spanner, Miniermotten, Eulenfalter und Wickler ernähren sich von den Laubblättern.

## Vorkommen
Die Myrten-Aster ist in weiten Teilen Kanadas und der USA (außer Alaska, Kalifornien, Nevada und den südöstlichen Bundesstaaten) bis in das nördliche Mexiko von den Tiefebenen bis in die Bergregionen bis 2400 m Höhe beheimatet. Zu den natürlichen Lebensräumen gehören trockene Prärien, steinige Waldlichtungen, Binnendünen, Steilufer, Straßenränder, Bahndämme und Weiden. Die Art besiedelt auch gestörte Standorte sowie sandige und kiesige Rohböden. Außerhalb Nordamerikas tritt die Myrten-Aster in vielen Ländern als Neophyt auf und gilt in Frankreich, Italien und Ungarn bereits als eingebürgert.

## Systematik
Die Erstveröffentlichung von Aster ericoides erfolgte 1753 durch Carl von Linné in Species Plantarum. S. 875. Die Art wurde jedoch 2003 aus der Gattung Aster ausgegliedert und unter dem Namen Symphyotrichum ericoides (L.) G.L.Nesom von Guy L. Nesom neu in die biologische Systematik eingeordnet, um die Gattungen monophyletisch zu machen. Weitere Synonyme sind Lasallea ericoides (L.) Semple & Brouillet und Virgulus ericoides (L.) Reveal & Keener.
Die folgende Varietäten können unterschieden werden:
- Symphyotrichum ericoides (L.) G.L.Nesom var. ericoides:  Sie kommt im mittleren und östlichen Verbreitungsgebiet der Art vor.
- Symphyotrichum ericoides (L.) G.L.Nesom var. pansum (Blake) G.L.Nesom: Sie kommt im mittleren und westlichen Verbreitungsgebiet der Art vor und ist auch als Unterart Symphyotrichum ericoides subsp. pansum (S.F. Blake) Semple beschrieben worden.
- Symphyotrichum ericoides var. prostratum (Kuntze) G.L.Nesom: Sie kommt im nordwestlichen US-amerikanischen Verbreitungsgebiet der Art vor.
- Symphyotrichum ericoides var. stricticaule (Torr. & A. Gray) G.L.Nesom: Sie kommt im mittleren Verbreitungsgebiet der Art vor.

## Nutzung
Die Myrten-Aster wird in den gemäßigten Breiten als Zierpflanze in Parks und Gärten verwendet. Die trockenheitsverträgliche, sehr spät blühende Aster lässt sich gut in weitläufigen Staudenpflanzungen, Stein- und Kiesgärten zusammen mit anderen hochwüchsigen Stauden und Gräsern verwenden. Sie passt beispielsweise gut in Präriemischpflanzungen zu anderen nordamerikanischen Stauden wie Prachtscharten, Goldruten und Prärie-Malven (Sidalcea) und ist auch für die Kübelbepflanzung geeignet. Die Myrten-Aster bevorzugt mäßig trockene, neutrale, durchlässige, eher magere, sandige und kiesige Böden in voller Sonne. Sie ist winterhart bis −40 °C (Zone 3).
Im Gartenbau werden statt der Wildform meist Sorten verwendet, beispielsweise die mit dem Award of Garden Merit ausgezeichneten Sorten 'Brimstone' (aufrechter Wuchs bis 120 cm, gelbe Knospen, weiße Blüten), 'Golden Spray' (überhängender Wuchs 90 cm, weiße Strahlen und goldgelben Staubgefäßen), 'Pink Cloud' (überhängender Wuchs bis 90 cm, hell rosaviolette Blütenkörbe) und Symphyotrichum ericoides var. prostratum 'Snow Flurry' (niederliegend, bis 20 cm hoch, nadelartige Blätter, weiße Blüten). Die Sorten 'Schneetanne' (aufrechter Wuchs bis 150 cm, weiße Blüten), 'Snow Flurry' und 'Lovely (aufrecht bis 90 cm, hell rosaviolette Blütenkörbe) wurden auch in der deutschen Staudensichtung mit besonders standfest, vital und widerstandsfähig bewertet. Die Myrten-Aster eignet sich gut als Schnittblume und wird in der Floristik ähnlich wie Schleierkraut verwendet.